# Provincia di Abuná
La provincia di Abuná è una delle 5 province del dipartimento di Pando nella Bolivia settentrionale. Il capoluogo è la città di Santa Rosa del Abuná.
La provincia prende il nome dal Río Abuná, un fiume che scorre lungo il confine settentrionale della Bolivia con il Brasile. Al censimento del 2001 possedeva una popolazione di 2.996 abitanti.

## Geografia antropica

### Suddivisioni amministrative
La provincia è suddivisa in 3 comuni:
- Santa Rosa del Abuná
- Ingavi